# Fejervarya nilagirica
Fejervarya nilagirica är en groddjursart som först beskrevs av Jerdon 1854.  Fejervarya nilagirica ingår i släktet Fejervarya och familjen Dicroglossidae. IUCN kategoriserar arten globalt som starkt hotad. Inga underarter finns listade i Catalogue of Life.